# Кибовен, Джон
Джон Кипкембои Кибовен — кенийский легкоатлет, бегун на длинные дистанции, который специализировался в беге на 5000 метров. Чемпион мира по кроссу в 1998 и 2000 годах в личном первенстве и командном зачёте. Бронзовый призёр чемпионата мира 2001 года. На олимпийских играх 2004 года занял 6-е место с результатом 13.18,24. Бронзовый призёр Бислеттских игр 1998 года в беге на 3000 метров. Двукратный бронзовый призёр мемориала Ван-Дамма на дистанции 3000 метров в 1998 и 2003 годах. Двукратный победитель Weltklasse Zürich в 2003 и 2004 годах. На соревнованиях Golden Gala 1998 года занял 3-е место в беге на 3000 метров.
Трёхкратный победитель пробега Parelloop в 2003-2005 годах. На Парижском марафоне 2008 года занял 14-е место с результатом 2:11.03.
В настоящее время владеет национальным рекордом в беге на 2000 метров — 4.48,74.